# Aleksander Tomasz Działyński
Aleksander Tomasz Działyński herbu Ogończyk (ur. 1683, zm. 1739), biskup pomocniczy kujawski, kanonik gnieźnieńskiej kapituły katedralnej, proboszcz łowicki i złotowski, kanclerz kapituły włocławskiej.
Był synem Pawła i Magdaleny Leszczyńskich, wnukiem Zygmunta. W 1714 został kanonikiem poznańskim, później gnieźnieńskim w 1718. 7 lutego 1717 przyjął święcenia kapłanskie. W 1724 dostał nominację na proboszcza łęczyckiego. Od 1729 był kanonikem kujawskim oraz proboszczem Ławiska od 1729. 23 grudnia 1737 prekonizowany biskupem tytularnym Axiere oraz biskupem pomocniczym kujawskim. W 1737 ufundował nowy, drewniany kościół w Dulsku.
Pochowany w katedrze Wniebowzięcia NMP we Włocławku.